# Tuszyn (gromada w powiecie dzierżoniowskim)
Tuszyn – dawna gromada, czyli najmniejsza jednostka podziału terytorialnego Polskiej Rzeczypospolitej Ludowej w latach 1954–1972.
Gromady, z gromadzkimi radami narodowymi (GRN) jako organami władzy najniższego stopnia na wsi, funkcjonowały od reformy reorganizującej administrację wiejską przeprowadzonej jesienią 1954 do momentu ich zniesienia z dniem 1 stycznia 1973, tym samym wypierając organizację gminną w latach 1954–1972.
Gromadę Tuszyn z siedzibą GRN w Tuszynie utworzono – jako jedną z 8759 gromad na obszarze Polski – w powiecie dzierżoniowskim w woj. wrocławskim, na mocy uchwały nr 12/54 WRN we Wrocławiu z dnia 2 października 1954. W skład jednostki weszły obszary dotychczasowych gromad Tuszyn, Włóki, Książnica, Kiełczyn i Jędrzejowice ze zniesionej gminy Nowizna w tymże powiecie oraz obszar o powierzchni 16 ha z dotychczasowej gromady Wiry ze zniesionej gminy Marcinowice w powiecie świdnickim w tymże województwie. Dla gromady ustalono 18 członków gromadzkiej rady narodowej.
Gromada przetrwała do końca 1972 roku, czyli do kolejnej reformy gminnej.